# NGC 5100
NGC 5100 (NGC 5106) é uma galáxia espiral (S) localizada na direcção da constelação de Virgo. Possui uma declinação de -08° 58' 42" e uma ascensão recta de 13 horas, 20 minutos e 59,5 segundos.
A galáxia NGC 5100 foi descoberta em 1865 por Albert Marth.